# 남산정역
남산정(부산폴리텍대학)역(Namsanjeong(Busan Polytech Daehaq)Station, 南山亭(釜山폴리텍大學)驛)은 대한민국 부산광역시 북구 덕천동과 만덕동에 걸쳐 있는 부산 도시철도 3호선의 전철역이다.

## 역사
- 1997년 11월 25일 : 부산 도시철도 3호선 대저역~수영역 구간 착공
- 2005년 11월 28일 : 부산 도시철도 3호선 대저역~수영역 구간 개통과 함께 영업 개시

## 역명 유래
역명의 유래는 덕천동에 위치했던 자연 마을인 남산정마을(南山亭마을)에서 유래된 이름이다. 남산정마을은 백양산 주지봉 남쪽 산줄기에 위치한 남산마을에 구포에서 동래로 넘어가는 만덕고개 입구에 심어진 정자나무가 있었다고 해서 붙어졌다. 이 정자나무는 수령이 500년에 달하는 미루나무였는데 1959년에 대한민국에 상륙하여 큰 피해를 입힌 태풍 사라로 인하여 쓰러지면서 사라졌다고 한다.
이 역의 부역명은 부산폴리텍대학(釜山폴리텍大學)으로 인근에 한국폴리텍VII대학 부산캠퍼스가 있다. 기존의 부역명은 부산기능대학이었으나 2008년 1월 1일에 부산기능대학이 한국폴리텍VII대학 부산캠퍼스로 교명을 변경하면서 부역명이 부산폴리텍대학(釜山폴리텍大學)으로 변경되었다.

## 역 구조
출입구는 6개다. 1·2번 출입구는 만덕동에 있고, 3번~5번 출입구는 덕천동에 있다.

### 승강장
2면 2선의 상대식 승강장을 갖춘 지하역이며, 완전밀폐형 스크린도어가 설치되어 있다.
| 만덕 ↑ |
| \| 상  |
| ↓ 숙등 |

| 상행 | ● 부산 도시철도 3호선 | 미남·연산·수영 방면              |
| 하행 | ● 부산 도시철도 3호선 | 구포·강서구청·체육공원·대저 방면 |

## 역 주변
- 한국폴리텍VII대학 부산캠퍼스
- 만덕초등학교
- 만덕중학교
- 기비골마을 아파트
- 덕천양수장
- 덕양초등학교
- 덕천삼정그린코아
- 덕천동 롯데인벤스

## 승차량 변동
| 노선  | 승차 인원 | 승차 인원 | 승차 인원 | 승차 인원 | 승차 인원 | 승차 인원 | 승차 인원 | 승차 인원 | 주 석 |
| 노선  | 2005년    | 2006년    | 2007년    | 2008년    | 2009년    | 2010년    | 2011년    | 2012년    | 주 석 |
| ----- | --------- | --------- | --------- | --------- | --------- | --------- | --------- | --------- | ----- |
| 3호선 | 3610      | 4079      | 4224      | 4662      | 4803      | 5006      | 5410      | 5480      | [ 3 ] |
| 노선  | 2013년    | 2014년    | 2015년    | 2016년    | 2017년    | 2018년    | 2019년    | 2020년    |       |
| 3호선 | 5466      | 5626      | 5580      | ?         | ?         | ?         | ?         | ?         | [ 3 ] |

## 인접한 역
| 부산 도시철도 3호선 | 부산 도시철도 3호선   | 부산 도시철도 3호선 |
| ------------------- | --------------------- | ------------------- |
| 310 만덕 수영 방면  | ● 부산 도시철도 3호선 | 312 숙등 대저 방면  |

## 사진

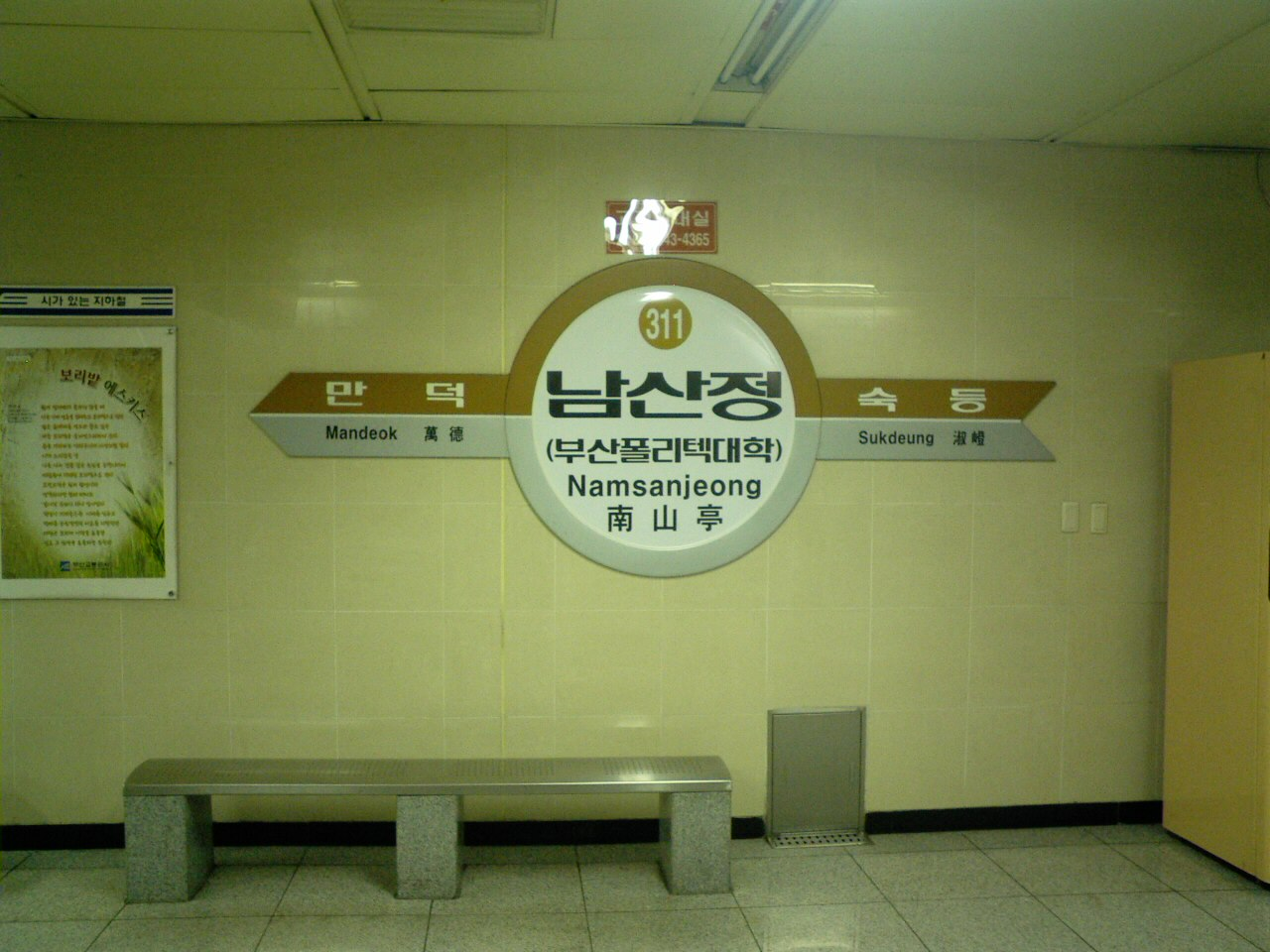
수영 방향 역명판